# Pori (album)
Pori è il quinto album in studio del gruppo musicale finlandese Circle, pubblicato nel 1998.

## Tracce
1. Perustamisasiakirja 8.3.1558 – 3:40
2. Vesitorni/Kaupunginsairaala – 8:08
3. Back to pori – 4:58
4. Suurpalo – 2:08
5. Kartano – 7:24
6. Promenaadikeskus – 7:25
7. Kruuna päähä pori kuningas – 9:04
8. Seisomakatsomo – 2:48
9. Karhun kansaa 1. – 5:50
10. Porin jazzjuhlat -65 – 13:49